# GOD i
『GOD_i』（ゴッドアイ）は、日本の男性ダンスヴォーカルグループであるNumber_iの楽曲。2025年1月27日にTOBE MUSICから配信限定リリースされた。同年5月19日には楽曲を表題曲としたCDシングルがリリースされた。

## 概要
本作は、グループのデビュー1周年記念日となる2025年1月1日にリリースが発表され、同年1月27日午前0時に、全世界に向けて一斉配信された。
また、今回は平野紫耀プロデュースの「BON」、神宮寺勇太プロデュースの「INZM」に続き、岸優太がプロデュースを担当した。

### プロモーション
2025年1月13日より「GOD_i」のスペシャルウェブサイトが開設され、Number_i公式YouTubeチャンネルではティーザー広告の「GOD_i（Trailer ”G”）」、「GOD_i（Trailer ”O”）」、「GOD_i（Trailer ”D”）」「GOD_i（Trailer ”i”）」を配信し、本作品の世界同時配信を告知した。
iTunes Store、Amazon Music、mora、レコチョクの4社にて楽曲をダウンロードにて購入し期間内に応募した者全員に、Number_iオリジナル画像とオリジナルボイスメッセージをプレゼントするキャンペーンを開催。
- iTunes Store：岸優太
- Amazon Music：平野紫耀
- mora：神宮寺勇太
- レコチョク：Number_i（3人）

## 収録内容

### 通常盤
CD
1. GOD_i
2. ロミジュリ
3. Psycho
4. HIRAKEGOMA

### 初回限定盤A
CD
1. GOD_i
2. ロミジュリ
3. i_DOG

Blu-ray Disc
1. GOD_i (Official Music Video)
2. GOD_i (Official Music Video) Behind The Scenes

### 初回限定盤B
CD
1. GOD_i
2. ロミジュリ
3. Frisco

Blu-ray Disc
1. GOD_i (Official Music Video)
2. GOD_i CD Jacket/Booklet Behind The Scenes

### iLYs Edition
FC限定。全3形態。
CD(全形態共通)
1. GOD_i

GOODS
1. BONチャーム(BON ver.)
2. INZMチャーム(INZM ver.)
3. GOD_iチャーム(GOD_i ver.)